# 橄欖筆螺
橄欖筆螺（学名：Strigatella ticaonica）是一個海螺物种，屬於新腹足目笔螺科的一种海洋腹足纲软体动物。舊屬圓筆螺屬，今屬焰筆螺屬。

## 型態描述
最大殼長34 mm。

## 分佈
本物種廣泛分佈於印度洋-太平洋海域，見於西太平洋的台灣新北市貢寮鄉蚊子坑、宜蘭縣蘇澳鎮、印尼及中太平洋的新喀里多尼亞。常栖息在潮下带。

## 外部連結
- 維基物種上的相關：橄欖筆螺